# مينداناو الشمالية
شمال مينداناو Hilagang Mindanao هي منطقة إدارية في الفلبين، تم تصنيفها على أنها المنطقة X. وتحتوي على خمس مقاطعات: بوكيدنون، وكاميغويين، ميساميس أوتشيدنتال، وميساميس أوريانتال، ولاناو ديل نورتي، ومدينتان مصنفتان على أنهما حضريان للغاية، وكلها تحتل الجزء الشمالي الأوسط من جزيرة مينداناو، ومقاطعة جزيرة كاميغويين. المركز الإقليمي هو كاجايان دي أورو. تم نقللاناو ديل نورتي إلى شمال مينداناو من المنطقة XII (التي كانت تسمى آنذاك وسط مينداناو) بموجب الأمر التنفيذي رقم. 36 في سبتمبر 2001.

## أصل التسمية
تم اشتقاق الاسم الحالي للمنطقة من موقعها في جزيرة مينداناو. صاغ الأمريكيون هذا المصطلح رسميًا بعد إنشاء الحكم الاستعماري الأمريكي في الفلبين بسبب هزيمة الثوار الفلبينيين. كانت هناك مقترحات لإعادة تسمية منطقة شمال مينداناو الحالية، التي تهيمن عليها مجموعة سيبوانو العرقية، إلى منطقة أميهانان. تترجم أميهانان حرفيا إلى «المنطقة الشمالية» من اللغة السيبوانية، وهي اللغة المشتركة في المنطقة.
==الجغرافية==ش
تبلغ مساحة الأراضي شمال مينداناو 2،049،602 هكتار (5،064،680 فدان). تم تصنيف أكثر من 60٪ من إجمالي مساحة أراضي شمال مينداناو على أنها أراضي حرجية. يكثر في بحر المنطقة الأسماك والمنتجات البحرية الأخرى.